# Đeravica
Đeravica (serb. cyr. Ђеравица, alb. Gjeravica) – szczyt w Kosowie leżący w paśmie Gór Północnoalbańskich w Górach Dynarskich. Wysokość 2656 m n.p.m. Szczyt w całości znajduje się w Kosowie. Jest uznawany za najwyższy szczyt Kosowa, choć minimalnie wyższa może być Wielka Rudoka (po macedońsku Velika Rudoka, po albańsku Maja e Njeriut); wątpliwości wynikają z braku dokładnych pomiarów i niepewnego przebiegu granicy.